# Moisés González
Moisés González Zepeda (San Francisco Gotera; 7 de agosto de 1945) es un exfutbolista salvadoreño que se desempeñaba como delantero.

## Clubes
| Club              | País        | Año       |
| ----------------- | ----------- | --------- |
| Corona            | El Salvador | 1962-1964 |
| Águila            | El Salvador | 1964-1971 |
| Juventud Olímpica | El Salvador | 1971-1973 |
| Águila            | El Salvador | 1973-1977 |
| Dragón            | El Salvador | 1977-1978 |
| Santiagueño       | El Salvador | 1978-1979 |

## Palmarés

### Títulos nacionales
| Título           | Equipo            | País        | Año     |
| ---------------- | ----------------- | ----------- | ------- |
| Primera División | Águila            | El Salvador | 1964    |
| Primera División | Águila            | El Salvador | 1967-68 |
| Primera División | Juventud Olímpica | El Salvador | 1971    |
| Primera División | Juventud Olímpica | El Salvador | 1973    |
| Primera División | Águila            | El Salvador | 1975-76 |
| Primera División | Águila            | El Salvador | 1976-77 |

### Títulos internacionales
| Título                           | Equipo | País        | Año  |
| -------------------------------- | ------ | ----------- | ---- |
| Copa de Campeones de la Concacaf | Águila | El Salvador | 1976 |